# Ahmed Serehali
Ahmed Serehali (ur. 1995) – marokański zapaśnik walczący w obu stylach. Brązowy medalista mistrzostw Afryki w 2024; piąty w 2019 i 2022. Wicemistrz Afryki juniorów w 2022 roku.